# شین بلکت
شین بلکت (انگلیسی: Shane Blackett؛ زادهٔ ۳ اکتبر ۱۹۸۲) بازیکن فوتبال اهل بریتانیا است.
از باشگاه‌هایی که در آن بازی کرده‌است می‌توان به باشگاه فوتبال پیتربورو یونایتد، باشگاه فوتبال لوتون تاون، باشگاه فوتبال همل همپستید تاون، باشگاه فوتبال داگنم و ردبریج و باشگاه فوتبال دانستیبل تاون اشاره کرد.
وی همچنین در تیم ملی فوتبال انگلیس C بازی کرده‌است.